# Matías Knudsen
Matías Knudsen (* 5. Oktober 1999 in Bogotá) ist ein kolumbianischer Squashspieler.

## Karriere
Matías Knudsen spielte 2021 erstmals auf der PSA Squash Tour und gewann auf dieser bislang sechs Titel. Den ersten Titel gewann er in der Saison 2022/23 im Juli in Colleyville. In der Saison 2023/24 folgten Turniersiege in Mexiko-Stadt und São Paulo. Zwei weitere Titel gewann er in der Saison 2024/25. Seine höchste Platzierung in der Weltrangliste erreichte er mit Rang 68 am 26. Mai 2025.
Er gehörte 2019 zum kolumbianischen Aufgebot bei den Weltmeisterschaften im Doppel und Mixed. Im Mixed erreichte er mit Catalina Peláez das Halbfinale. Mit der kolumbianischen Nationalmannschaft nahm er an den Weltmeisterschaften 2024 in Hongkong teil und gewann eine seiner drei Partien. Im selben Jahr gewann er mit María Tovar den Titel im Mixed bei den Panamerikameisterschaften in Lima. Auch mit der Mannschaft belegte er den ersten Platz.
Von 2018 bis 2023 absolvierte er ein Finanzwirtschaftsstudium an der Drexel University, für die er auch im College Squash aktiv war.

## Erfolge
- Panamerikameister im Mixed: 2024 (mit María Tovar)
- Panamerikameister mit der Mannschaft: 2024
- Gewonnene PSA-Titel: 6